# Villa Coronado
José Esteban Coronado (anteriormente, Villa Coronado) es una localidad ubicada en el municipio de Coronado, Chihuahua, México. Según el censo de 2020, tiene una población de 992 habitantes.